# Дёмин, Павел Петрович
Павел Петрович Дёмин (1903—1976) — советский военачальник, генерал-майор (01.03.1943).

## Биография
Родился 27 декабря 1903 года в селе Емельяновка Таврической губернии.
В Красной армии (войсках ОГПУ-НКВД) — с августа 1922 года и был направлен на учёбу на 64-е Феодосийские пехотные курсы, в сентябре 1923 года — откомандирован в Объединённую военную школу им. ВЦИК. По окончании школы, в сентябре 1926 года, был направлен в 4-й Украинский Краснознаменный полк внутренней охраны ГПУ, где исполнял должности командира взвода и помощника командира дивизиона по строевой части. В апреле 1931 года Дёмин был назначен инструктором боевой подготовки 25-го Молдавского пограничного отряда. С мая 1932 года он исполнял должность начальника штаба и командира 23-го полка внутренней охраны ГПУ, с апреля 1934 года — командира и комиссара 158-го полка внутренней охраны НКВД. В июле 1936 года был назначен временно исполняющим должность командира 108-го отдельного дивизиона внутренней охраны НКВД. С июня 1938 года командовал 159-м полком внутренней охраны НКВД, с июня 1939 года — 234-м полком конвойных войск НКВД. 22 мая 1941 года был зачислен слушателем в ордена Ленина Высшую школу НКВД.
С началом Великой Отечественной войны, подполковник П. П. Демин 8 июля 1941 года был назначен командиром 230-го полка 43-й бригады конвойных войск НКВД, участвовал с ним в боях на Южном фронте в составе 56-й армии. В апреле 1942 года был направлен на учёбу в Военную академию РККА им. М. В. Фрунзе и по окончании ускоренного курса в августе этого же года был направлен под Сталинград. 22 января 1943 года был допущен к временному командованию 298-й стрелковой дивизией на базе которой 1 марта 1943 года была сформирована 80-я гвардейская стрелковая дивизия, которая в составе 21-й армии Донского фронта вела бои по ликвидации окруженных под Сталинградом немецких войск. 25 мая 1943 года Демин принял командование 214-й стрелковой дивизией, которая входила в состав 24-й, а затем 53-й армий Степного военного округа. С 20 июня по 3 августа 1943 года дивизия участвовала в Курской битве и в результате понесенных больших потерь она была выведена из боя. Находясь во втором эшелоне, генерал-майор П. П. Демин не смог удержать дисциплину личного состава дивизии на должном уровне, за что 13 августа был освобожден от должности и зачислен в резерв армии.
20 августа 1943 года он был командирован на учёбу в Высшую военную академию им. К. Е. Ворошилова, по окончании которой в декабре 1943 года был назначен командиром 3-й стрелковой дивизии 2-й Краснознаменной армии Дальневосточного фронта. В июле 1945 года был назначен временно исполняющим должность командира 34-й стрелковой дивизии в составе 15-й армии Дальневосточного фронта, с которой в ходе советско-японской войны в составе этой армии 2-го Дальневосточного фронта принимал участие в Маньчжурской наступательной операции. После окончания войны генерал-майор П. П. Демин продолжал командовать дивизией. С марта 1947 по июнь 1948 года находился на учёбе на курсах при Высшей военной академии им. К. Е. Ворошилова, по окончании которых был назначен начальником курса основного факультета ордена Ленина Краснознаменного Военного института МВД СССР.
В октябре 1957 года был уволен в отставку по болезни. Скончался, 23 августа 1976 года. Похоронен на Калитниковском кладбище.

## Награды
- Награждён орденом Ленина, тремя орденами Красного Знамени, орденом Суворова 3-й степени и медалями.